# Grado del Pico
Grado del Pico es una localidad española perteneciente al municipio de Ayllón, en la provincia de Segovia, comunidad autónoma de Castilla y León. Fue un municipio independiente hasta el 3 de agosto de 1979.

## Geografía

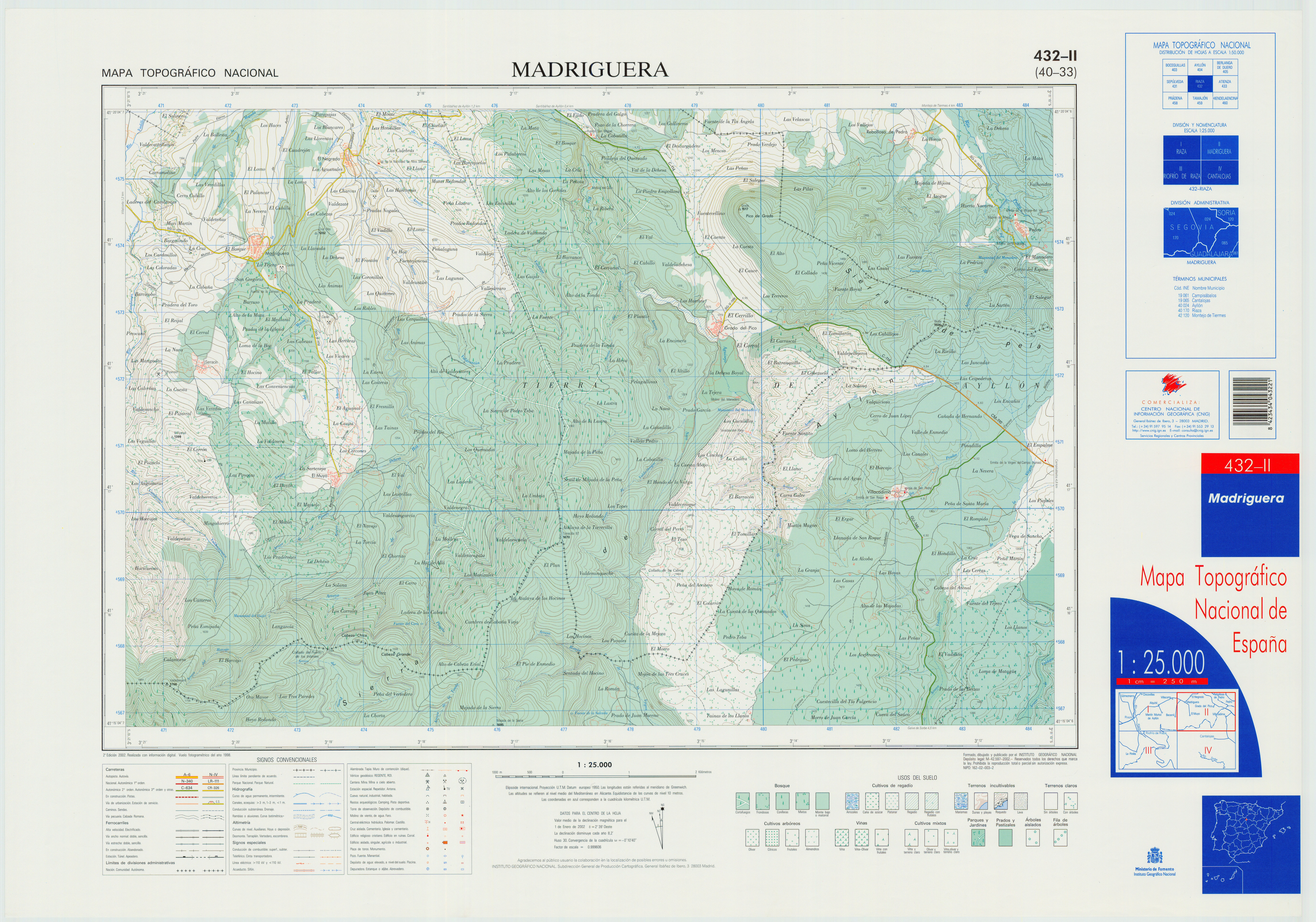
Fragmento de la hoja 432 del Mapa Topográfico Nacional de España de 2002 en el que se representa Grado del Pico

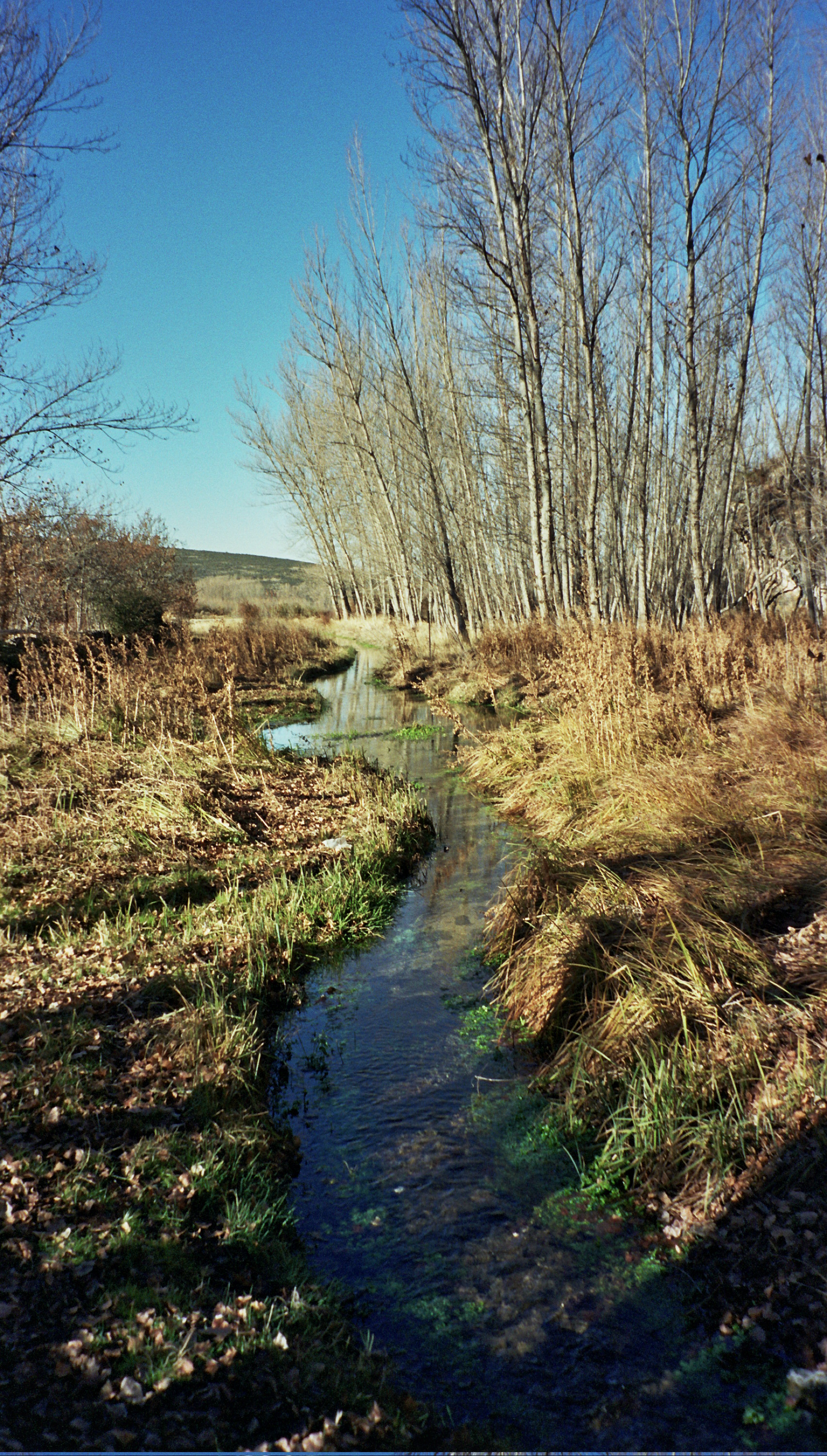
Manadero del Aguisejo, al sur de la población.

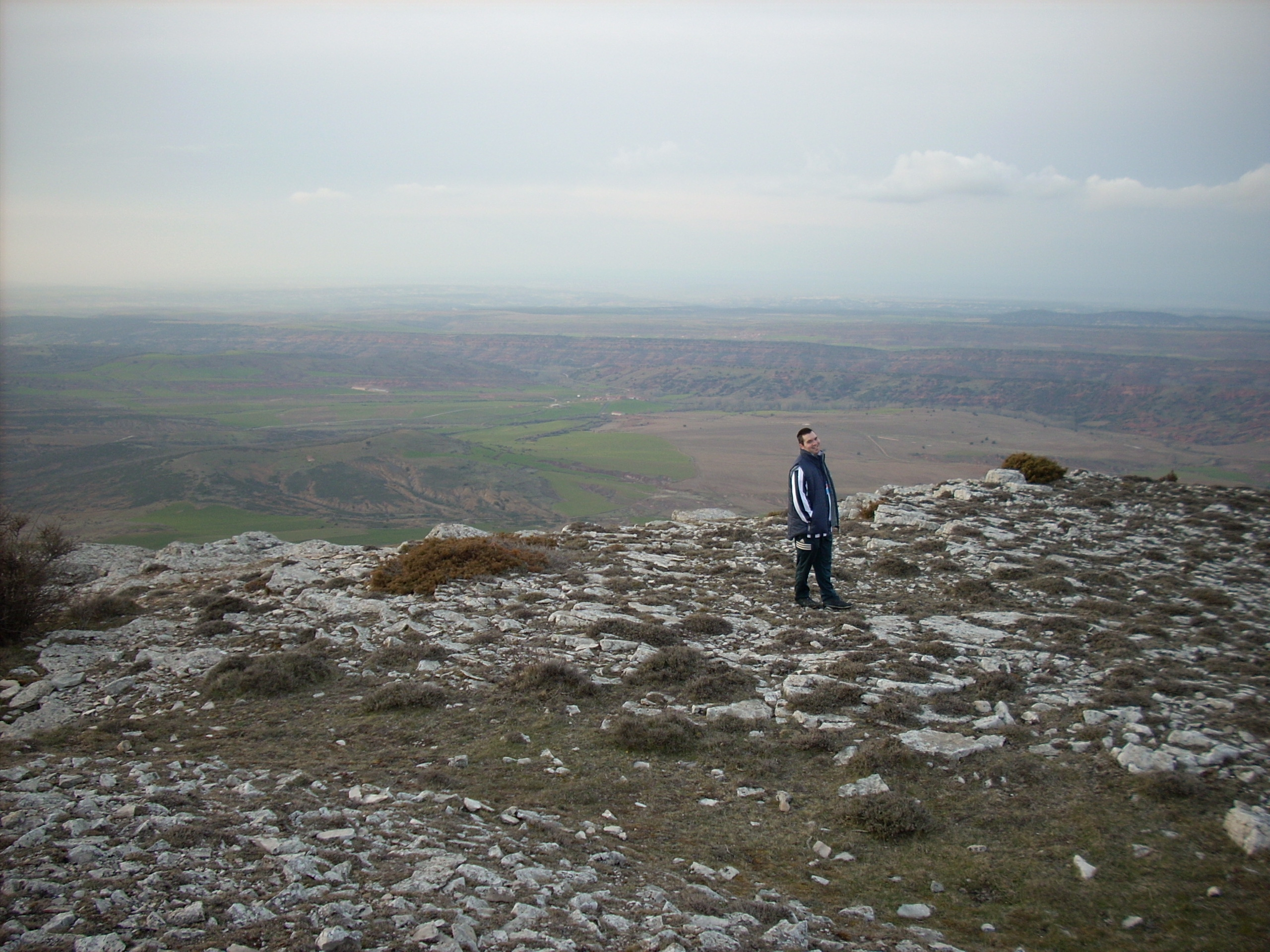
Vista panorámica desde el Pico del Grado

Población emplazada entre las laderas de la sierra de Ayllón y de la sierra de Pela, junto a las provincias de Soria y Guadalajara.
Dentro del término local, ya cerca del límite con la provincia de Guadalajara, nace el río Aguisejo, afluente del Riaza y también llamado río Grado en analogía a esta localidad, en la que fluye por un valle estrecho y profundo, entre dos cerros, fertilizando una pequeña vega de gran vegetación.

## Historia
En la Edad Media, Grado se repobló o fundó por el concejo de Ayllón durante la Reconquista, perteneciendo desde entonces a la Comunidad de Villa y Tierra de Ayllón, que engloba pueblos de las actuales provincia de Segovia, Soria y Guadalajara, quedando Grado encuadrado dentro del Sexmo del Río de esa comunidad, nombre debido a fluir por sus poblaciones el río Grado.
Durante la Guerra de la Independencia, en la mañana del 21 de marzo de 1812, 4050 hombres de caballería francesa cercaban el pueblo aprisionado al vicepresidente (Pedro Gordo, párroco del cercano Santibáñez de Ayllón y natural de Cantalojas) y dos vocales de la Junta Superior de la Provincia de Burgos (José Ortiz Covarrubias, Eulogio José Muro y José Navas), al intendente, empleados y militares de escolta, apoderándose también de documentos y fondos; otros Vocales lograron escapar. Estos fueron llevados a Soria donde fueron arcabuceados y colgados de los árboles (19 de abril).
Hasta la reforma de la nomenclatura municipal de 1916 el municipio se llamaba simplemente Grado. En dicha fecha su nombre fue modificado por el de Grado del Pico.
En las elecciones municipales del 3 de abril de 1979, primeras tras la dictadura, salió elegido como alcalde Isaac Pérez Montero (UCD), pero poco después el municipio, al igual que otros del entorno, fue agregado al término municipal de Ayllón el 3 de agosto de 1979, siendo desprovisto de la capacidad de autogestión vigente desde el medievo.
Tras sufrir un gran éxodo rural desde 1960 que redujo más de veinte veces su población, actualmente cuenta con alojamientos de turismo rural y un parque eólico en sus cercanías. Existe una asociación de vecinos que es la principal impulsora de iniciativas en Grado del Pico y que clama por la recuperación del ayuntamiento como municipio o, de no ser posible, como Entidad Local Menor.

## Geografía humana

### Demografía
| Gráfica de evolución demográfica de Grado del Pico entre 1842 y 1970 |
| |
| Población de derecho según los censos de población del INE Población de hecho según los censos de población del INEEn estos censos se denominaba Grado: 1842, 1857, 1860, 1877, 1887, 1897, 1900 y 1910 Entre el censo de 1981 y el anterior, este municipio desaparece porque se integra en el municipio 40024 (Ayllón) |

| 25            | 22 | 22 | 20 | 17 | 12 | 16 | 24 | 26 | 12 | 17 | 17 | 15 |
| (Fuente: INE) |    |    |    |    |    |    |    |    |    |    |    |    |

## Administración y política
Lista de alcaldes
| Periodo   | Nombre              | Partido | Partido |
| --------- | ------------------- | ------- | ------- |
| 1979-1979 | Isaac Pérez Montero |         | UCD     |
|           | -                   |         | -       |

## Cultura

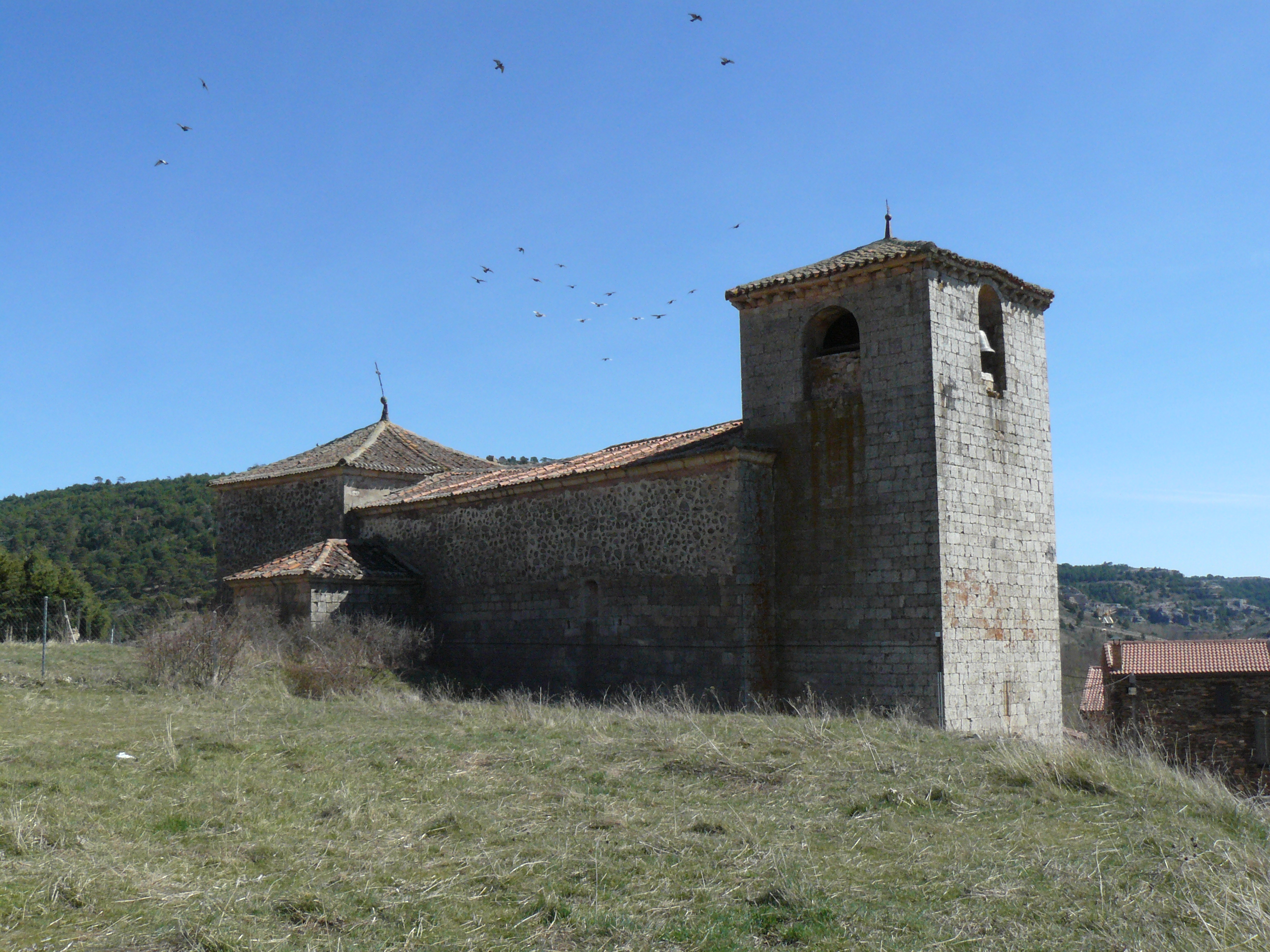
Iglesia románica de San Pedro

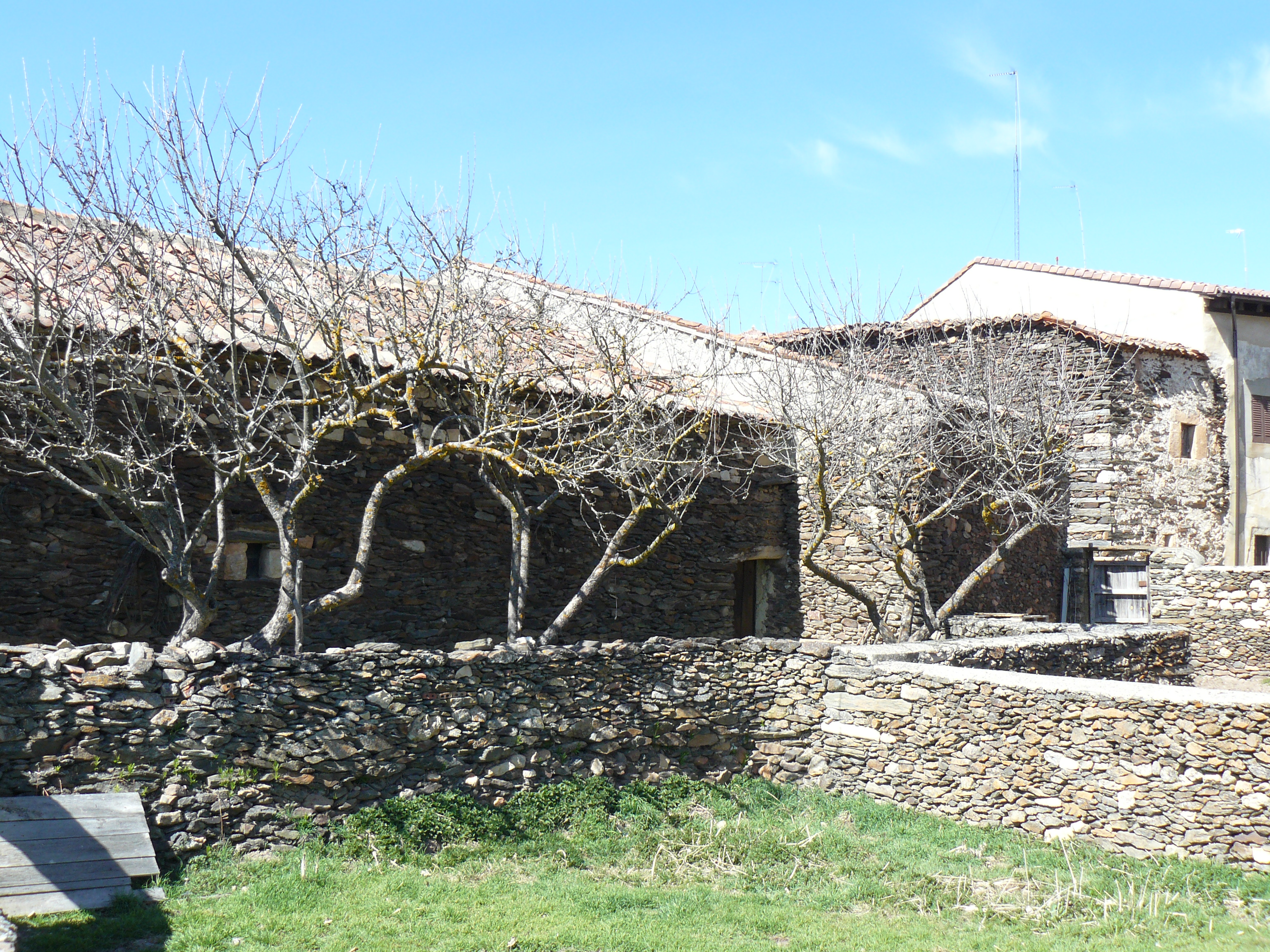
Edificaciones de arquitectura tradicional

### Patrimonio
- Iglesia románica de San Pedro Apóstol, data del siglo XII, destaca su pórtico en el lado sur que está compuesto por seis arquerías que muestran unos capiteles.
- Distintas edificacionesde arquitectura tradicional.
- Fuente de piedra de 1917 dedicada a Nuestra Señora del Carmen.
- Entorno natural del manadero o nacimiento del río Aguisejo.[3][4]

### Fiestas
- Los Mayos, después de Semana Santa, tradicionalmente se enramaban las casas de las mozas durante la noche, como conquista por los chicos.
- Virgen del Carmen, el 16 de julio, se celebra una misa con procesión y se pide limosna por los bandos.
- San Pedro, son las patronales, el último fin de semana de agosto, cuenta con merienda popular con típicos los tirabuzones, (dulces parecidos a las rosquillas) y pasacalles con dulzaineros mientras la gente comparte almuerzo.[3][4]